# شهرک نهال و بذر
شهرک نهال و بذر شهرکی از توابع کرج در استان البرز می‌باشد. این شهرک در مسیر جاده کرج - ماهدشت قرار دارد. این شهرک در منطقه ۹ شهرداری کرج قرار دارد. نهال وبذر ۲٬۸۳۲ نفر جمعیت دارد.